# James D. Murray
James D. Murray   (Moffat, 2 de gener de 1931) és un matemàtic escocès especialitzat en biologia matemàtica.

## Vida i Obra
Murray va néixer en una petita localitat de Dumfriesshire, on va ser escolaritzat fins als catorze anys; a continuació va fer els estudis secundaris a l'institut de Dumfries. El 1950 va iniciar els estudis de matemàtiques a la universitat de St Andrews, en la qual es va doctorar el 1955 amb una tesi de dinàmica de fluids dirigida per Ronald Mitchell.
Després d'un curs com professor ajudant a la universitat de Durham (actual universitat de Newcastle), va marxar als Estats Units on, després d'un any d'estudis post-doctorals, va esdevenir professor de la universitat Harvard el 1957. El 1959 va retornar al Regne Unit per ser professor, primer, al University College de Londres i, després, al Hertford College de la universitat d'Oxford. El 1963 va tornar a marxar per a ser professor successivament de la universitat Harvard, de la universitat de Michigan i de la universitat de Nova York. El 1969 s'assenta definitivament a Oxford on ha sigut professor del Corpus Christi College fins a la seva retirada el 1992.
Després d'uns notables primers treballs en dinàmica de fluids, Murray va decidir comprometre's en l'estudi analític de la biologia. El 1989 va publicar el primer volum del seu llibre de biologia matemàtica al que seguirien dos volums més que es van convertir en el text estàndard en aquest camp. Des de 1983 va estar elaborant una estrategia per construir models clars, lògics, directes i verificables que expliquessin processos complexos com la conducta de les cèl·lules animals. Els seus models d'anàlisi en temes com l'epidemiologia, l'ecologia, el creixement dels tumors cerebrals, o les relacions matrimonials, han esdevingut pioners en l'estudi d'aquest temes.